# Dictionnaire universel d'histoire et de géographie
Il Dictionnaire universel d'histoire et de géographie (Dizionario universale di storia e geografia) è un'opera letteraria in lingua francese appartenente al pubblico dominio, nota anche col nome di Dictionnaire Bouillet.

## Storia
L'opera fu data alle stampe dal 1842 al 1914 in trentaquattro edizioni complessive. Gli autori della prima edizione furono Marie-Nicolas Bouillet (m. 1865) e Alexis Chassang (1827–1878). L'autore ha poi aggiunto altre due opere al Dictionnaire, il Dictionnaire universel des sciences, des lettres et des arts nel 1854) e l'Atlas universel d'histoire et de geographie nel 1865.
Nel 1852, il libro fu messo all'indice. Due anni più tardi, fu prodotta una nuova edizione col benestare del Vaticano, ripulita dai ommenti critici nei confronti di chierici, cardinali e papi, ma anche dalle posizioni dottrinali della Chiesa Cattolica nei confronti di Montesquieu.
Le edizioni successive al 1852 furono modificate, probabilmente in modo clandestino e dai tipografi piuttosto che dagli autori, nel tentativo di rendere alcune voci meno lesive della sensibilità cristiana. 
Ad esempio, la voce del cardinale Ximenes, l'originale Il était fanatique et cruel ("Era fanatico e crudele") fu cambiato in Il était sévère, mais juste (Era severo, ma giusto). I riferimenti al commercio di indulgenze religiose furono completamente cancellati.
La ventottesima edizione. corretta, riveduta e ampliata da Alexis Chassang, fu pubblicato dall'editore Hachette nel 1884.